# (814) Tauris
(814) Tauris es un asteroide perteneciente al cinturón de asteroides descubierto el 2 de enero de 1916 por Grigori Nikoláievich Neúimin desde el observatorio de Simeiz en Crimea.
Está nombrado por Táurica, antiguo nombre de la península de Crimea.